# Hygrostola pallescens
Hygrostola pallescens är en fjärilsart som beskrevs av W. Warren 1913. Hygrostola pallescens ingår i släktet Hygrostola och familjen nattflyn. Inga underarter finns listade i Catalogue of Life.